# Haimbachia
Haimbachia is een geslacht van vlinders van de familie grasmotten (Crambidae).

## Soorten
- H. aculeata (Hampson, 1903)
- H. albiceps (Hampson, 1919)
- H. fuscicilia (Hampson, 1910)
- H. leucopleuralis (Mabille, 1900)
- H. mlanjella (Błeszyński, 1961)
- H. proalbivenalis (Błeszyński, 1961)
- H. proaraealis (Błeszyński, 1961)
- H. rufifusalis (Hampson, 1919)
- H. rufistrigalis (Hampson, 1919)
- H. subterminalis (Hampson, 1919)
- H. unipunctalis (Hampson, 1919)